# アークヒルズ
アークヒルズ（ARK Hills）は、東京都港区赤坂一丁目と同六本木一丁目にまたがって位置する複合商業施設である。赤坂アークヒルズとも呼称される。

## 概要
赤坂から六本木にまたがる5.6ヘクタールにおよぶ街を、赤坂六本木地区市街地再開発組合（理事長森泰吉郎森ビル社長ほか組合員57名）が施工者となり、高層のオフィスビル、ホテル、集合住宅、コンサートホール、放送局などで構成される複合施設を建設。当時の民間における都市再開発事業としては最大級の規模として、1986年（昭和61年）に完成した。
プロジェクトは1967年（昭和42年）に始まっており、完成には計画開始から20年近い歳月を要している。再開発地の対象となった地域のなかでも、とりわけ六本木一丁目は住宅密集地で、古くからの住宅街を潰しての再開発を図る森ビルに対しての反発は強く、街のあちこちに「再開発反対!」「インベーダー森ビルは出て行け」という手書きのビラが貼られた。また再開発地内には寺や教会もあって、新聞に「宗教戦争」などと書き立てられたこともあった。このため最初は乗り気だった6つの寺も檀家を取りまとめることの難しさもあり引いてしまった。地区内にあった霊南坂教会も当初計画では再開発に参加し、教会を中心にした街のプランもできていた。しかし、教会内部の問題で参加を断念せざるを得なくなるなど、計画の進展は困難を極めた。
アークヒルズの再開発では約8割の地権者が地区外に転出した。そのため、「住民追い出し再開発」と非難された。当時森ビル常務で再開発チームの陣頭指揮にあたった森稔はこれについて、現実は、この再開発を最後までやり遂げられること、再開発によって街の価値が上がるということを地権者に信じてもらえなかったことが、転出者が増えた最大の原因ではなかったかと思う。私たちの力不足もあるが、まだ参考となる再開発モデルがなかったことも大きかった。と回顧している。
名称の『ARK』は、赤坂（『A』: Akasaka）と六本木（『R』: Roppongi）のつなぎ目（『K』: knot）に由来し、『ARK』にはノアの方舟の意味もある。「アークヒルズ」は大規模都市再開発のさきがけとなったこともあり、開業した年には新語・流行語大賞の新語にノミネートされている。
所在地は虎ノ門の高台の中腹から谷底にかけての起伏に富んだ傾斜地であり、六本木通りや首都高速都心環状線、首都高速3号渋谷線などの幹線道路に接している。また、開業当初からしばらくは最寄に鉄道駅がなかったが、1997年（平成9年）に営団地下鉄（当時）溜池山王駅、2000年（平成12年）には同・六本木一丁目駅がそれぞれ至近に開業した。
2011年（平成23年）には、六本木通りを挟んだ向かいにアークヒルズフロントタワーが竣工した。この他にも森ビルが所有していた近隣のオフィスビル（六本木21森ビル・六本木25森ビル）を建て替えた際にも、「アークヒルズ」の名（アークヒルズサウスタワー）が冠されている。

## 沿革
- 1967年 - 森ビルが高島湯と周辺の土地を買い入れる。
- 1969年11月 - 33階の高層ビルの建設を計画、東京都は都市再開発法施行直後だったこともあって、周辺地域も含めた開発を行うことを提案する。
- 1971年
  - 3月 - 再開発適地調査が行われ、適地として指定される。
  - 5月 - 再開発計画がマスコミなどで公表されるが、住民の反発に遭う。
- 1972年4月 - 港区によって赤坂地区市街地再開発基本計画が取り纏められる。
- 1973年9月 - ミニコミ誌『赤坂・六本木地区だより』を創刊し、住民との親善を図る。
- 1974年1月 - 56階建ての超高層ビルを中心として、庭園の回りに大型商業施設を配するARK構想案が取り纏められる。
- 1976年6月 - オイルショックを慮り、商業施設からオフィスを中心とした計画に変更されたARK計画案が取り纏められる。
- 1978年
  - 5月 - 森ビルの社長森泰吉郎（当時）を長とする赤坂・六本木地区再開発準備組合が発足する。
  - 12月 - 東京都道415号高輪麻布線沿いに商業施設、オフィスを配置する第一次計画案が取り纏められる。
- 1979年
  - 7月 - その後協議を重ねた末、第二次計画案が取り纏められる。
  - 11月 - 住民との和解成立。
- 1982年11月 - 赤坂・六本木地区第一種市街地再開発事業が認可され、森泰吉郎を長とする赤坂・六本木地区市街地開発組合が発足する。
- 1983年
  - 8月 - 権利変換計画が認可される。
  - 11月 - 着工。
- 1986年3月 - 竣工。
- 1999年3月 - エグゼグティブタワー竣工。
- 2002年4月 - アーク森ビルに、国内の賃貸オフィスビルでは初の非接触式ICカード(RFID)によるセキュリティーゲート（ビル入館管理システム・自動改札機）を設置。
- 2003年 - メインテナントだったテレビ朝日のオフィス・スタジオが六本木ヒルズ内の新社屋へ移転。
- 2005年 - アーク森ビルの共有施設・空きオフィスを中心に全面改装。共有区画は重厚な木目調の空間となる。

## 主要施設

### アーク森ビル
37階建のインテリジェントオフィス。建物中央で半分ずつ位置を迫り出した様なデザインのため、遠方からはワールドトレードセンター2棟の隔たりを近づかせたツインタワーの様に見えるが、実際は一棟である。以前は斜向かいに「赤坂ツインタワー」が立地していたため（2015年までに解体）、ビル名と建物が混乱される場合もあった。下層階は商業施設、上層階はオフィステナントとなっている。

#### オフィステナント
竣工の前後、ちょうど第一次国際化の波が押し寄せ、外資系金融機関が東京に拠点を探していた。アーク森ビル（アークヒルズ）は立地で劣っていたが、ワンフロアの大きさやグローバルスタンダードな仕様、割安な賃料のほか、国際レベルの住宅や一流のコンサートホール、ホテルが敷地内にあり、24時間型の街であったこと、各国の大使館や海外の子女を受け入れるスクールや外国人コミュニティがある港区の特性や環境を高く評価し、ゴールドマン・サックス、シェアソン・リーマン証券などの外資系企業はアーク森ビルを日本の拠点として選択した。その結果、アークヒルズは小さいながらも日本の国際金融センターとなり、世界の主要な銀行はほとんどここに集まった。しかし、2000年代に入ると草創期からのテナントは他のビルへ転出したり、あるいは日本から撤退などしたため雰囲気は一変した。
主なテナント
- イタリア銀行在日代表事務所
- ローランド・ベルガー
- アイスタイル
- カネカ東京本社（登記上の本店は大阪市北区）
- 独立行政法人日本貿易振興機構 (JETRO)
2005年（平成17年）1月より入居した。テレビ朝日に代わる大口テナントであるため、専用の受付が別途設けられている。

ショップテナント
- 飲食 - ウルフギャング・パック、スターバックスなど
- 物販・サービス - アーク森ビル内郵便局、歯科、リラクゼーションサロン、フィットネス・スポーツジムなど
- ATM - 三井住友銀行（2階）、みずほ銀行（1階ロビー内）、ゆうちょ銀行（3階郵便局内）、セブン銀行（1階）

### サントリーホール
パイプオルガンを擁する大ホールと小ホールで構成されるクラシック音楽専門ホール。

### アーク・カラヤン広場
サントリーホールの音響・構造面での設計に携わった指揮者ヘルベルト・フォン・カラヤンを称え、ホール・放送センターとアーク森ビルの間にある「アークプラザ」と呼ばれていた噴水広場を、生誕90周年にあたる1998年（平成10年）に「アーク・カラヤン広場」と命名した。イベントなどが随時開催される。テレビ朝日の新社屋移転前まで「やじうまワイド」や「スーパーJチャンネル」の天気予報などのロケ地として使われた。

### ANAインターコンチネンタルホテル東京
東京全日空ホテルとして1986年（昭和61年）に開業。36階建てで「A」を模した三角形状の建物である。
2006年（平成18年）に全日本空輸（ANA）は、ホテル運営を英国・インターコンチネンタルホテルズグループと合弁化（IHG-ANA）。翌年4月、現名称に変更した。また、開業当初よりANA子会社の全日空エンタプライゼスが所有する形で、ANAの自社物件の一つだったが、2001年（平成13年）に信託による不動産証券化で住友信託銀行へ譲渡し、507億円の受益権を取得。2007年（平成19年）に、不動産自体がモルガン・スタンレー系の城山プロパティーズへ売却された。

### テレビ朝日アーク放送センター
- 日本ケーブルテレビジョン本社 / テレビ朝日映像本社 / テレビ朝日（技術局制作技術センター分室）
アークヒルズ竣工よりも半年ほど早く1985年（昭和60年）9月に完成。スタジオの使用開始は同年10月5日、主調整室の運用開始は翌年初旬。

同社が六本木ヒルズ移転後、グループ会社のテレビ朝日映像とテイクシステムズが本社を移転。スタジオ施設をリニューアルし、テレビ番組用の貸スタジオおよび編集室として運用。その後、テレビ朝日専用のスタジオに戻り、事実上の「本社別館」として機能している。
テレビ朝日の部署も一部残っており、壁面には3社のロゴが掲示されている。また、屋上にはテレビ朝日のお天気カメラも設置されている。
テレビ朝日がアーク森ビル（港区赤坂一丁目12番32号）に本社機能を置いていた時代も、登記上の本社住所は放送センターのある「六本木一丁目1番1号」だった。

### アークガーデン
アークヒルズ周辺の7つの庭の総称。一部を除き、日中は一般開放されている。アークヒルズでは敷地のまわりに150本の桜の若木を植え、建物の屋上を含め7つの庭園が造られた。社会・環境貢献緑地評価システム Excellent Stage 3 に認定されたほか、国内外の環境賞を数多く受賞した。
1997年には専任ガーデナーに杉井明美を迎え「アークガーデニングクラブ」を発足させ、都市緑化に参加できるコミュニティ活動を行っていたが、2015年3月末をもって終了した。

### アークタワーズ
月賃料30万円以上の高級賃貸レジデンス・サービスアパートメントとして運営されている。
- アークタワーズ（ウエスト25階建・イースト22階建・サウス6階建）

アークヒルズスパ（会員制）併設
- アークヒルズエグゼクティブタワー（9階建て。SOHO・サービスアパートメント）

## ギャラリー

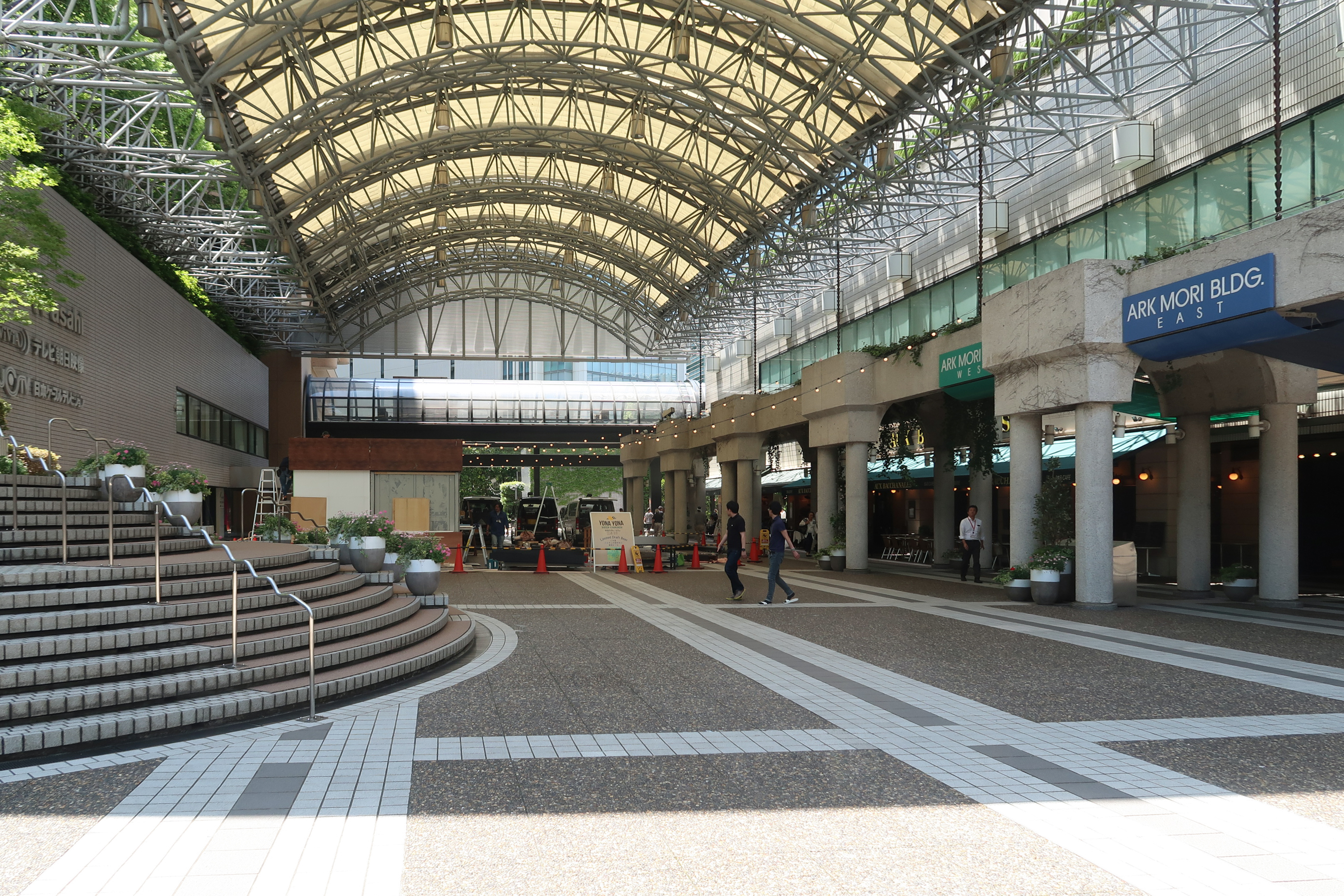
アークカラヤン広場
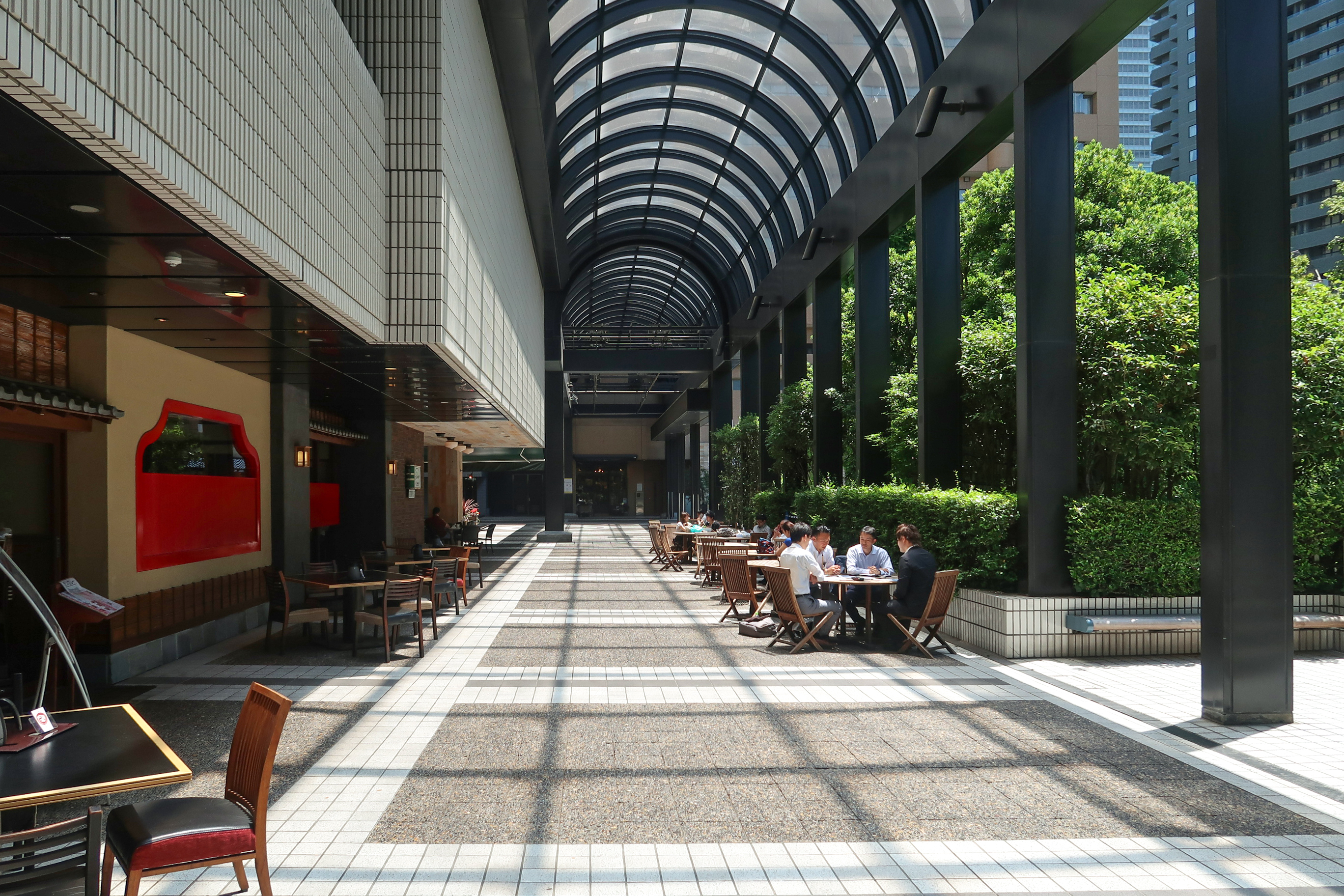
スカイパーク
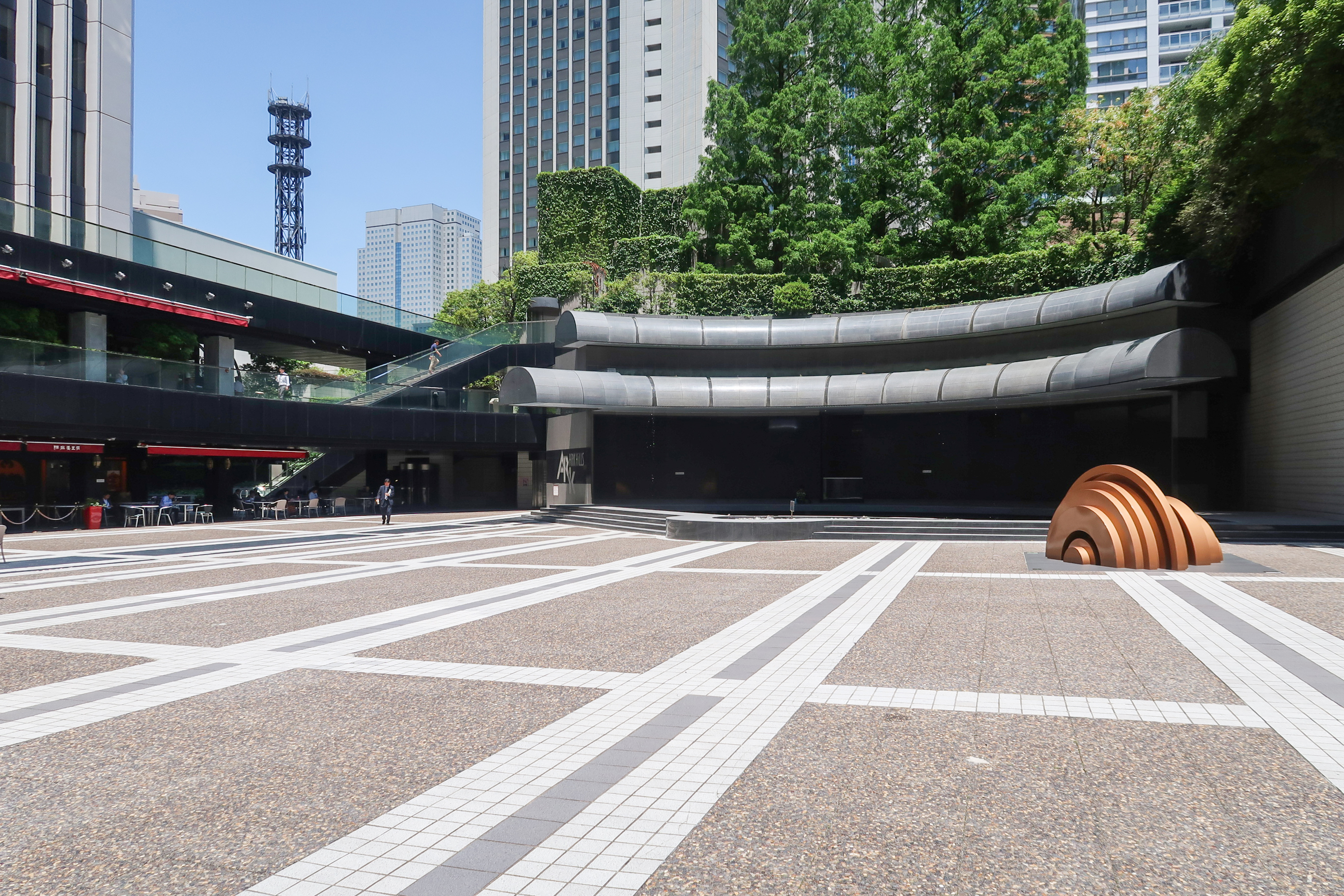
人工滝
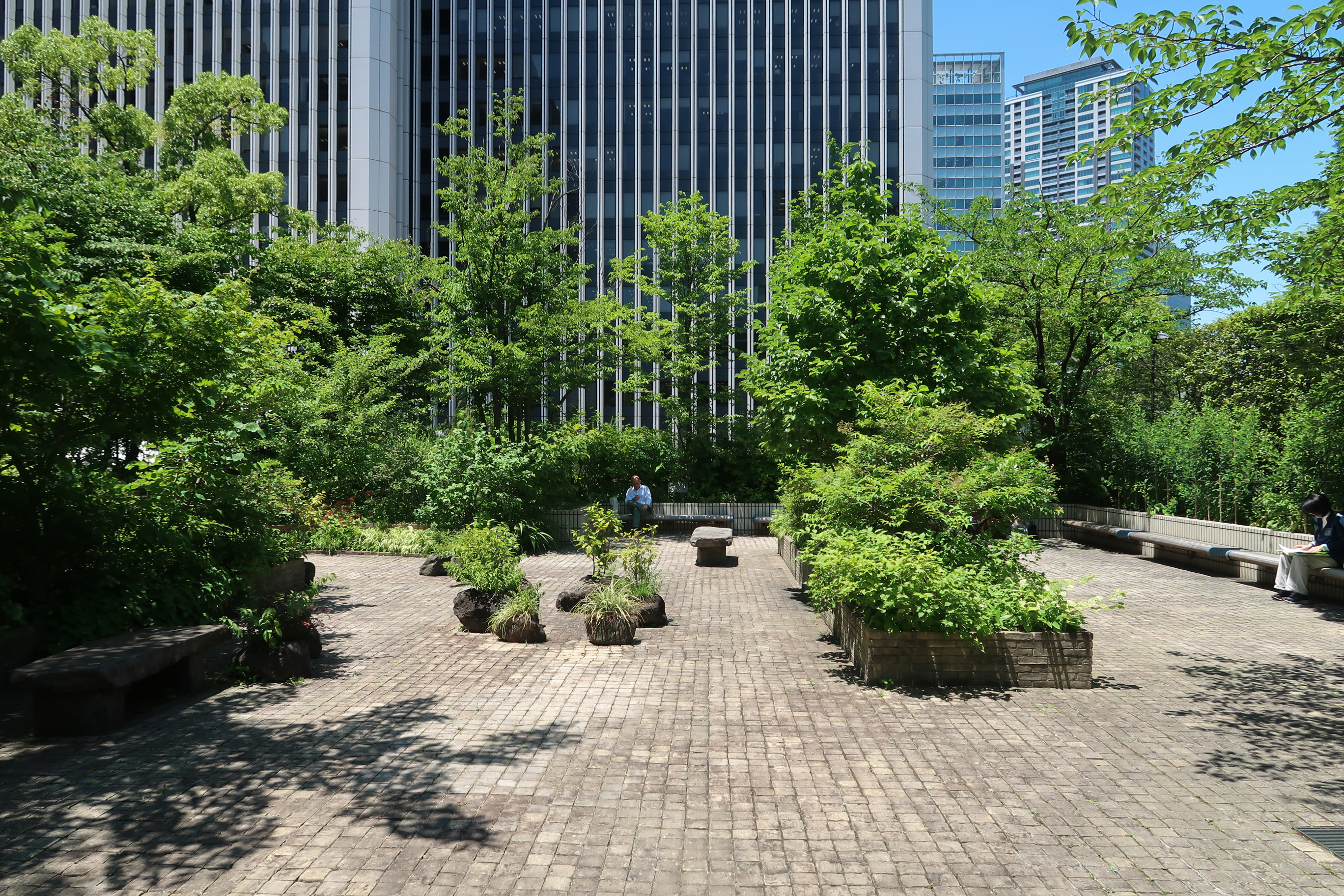
アークガーデン
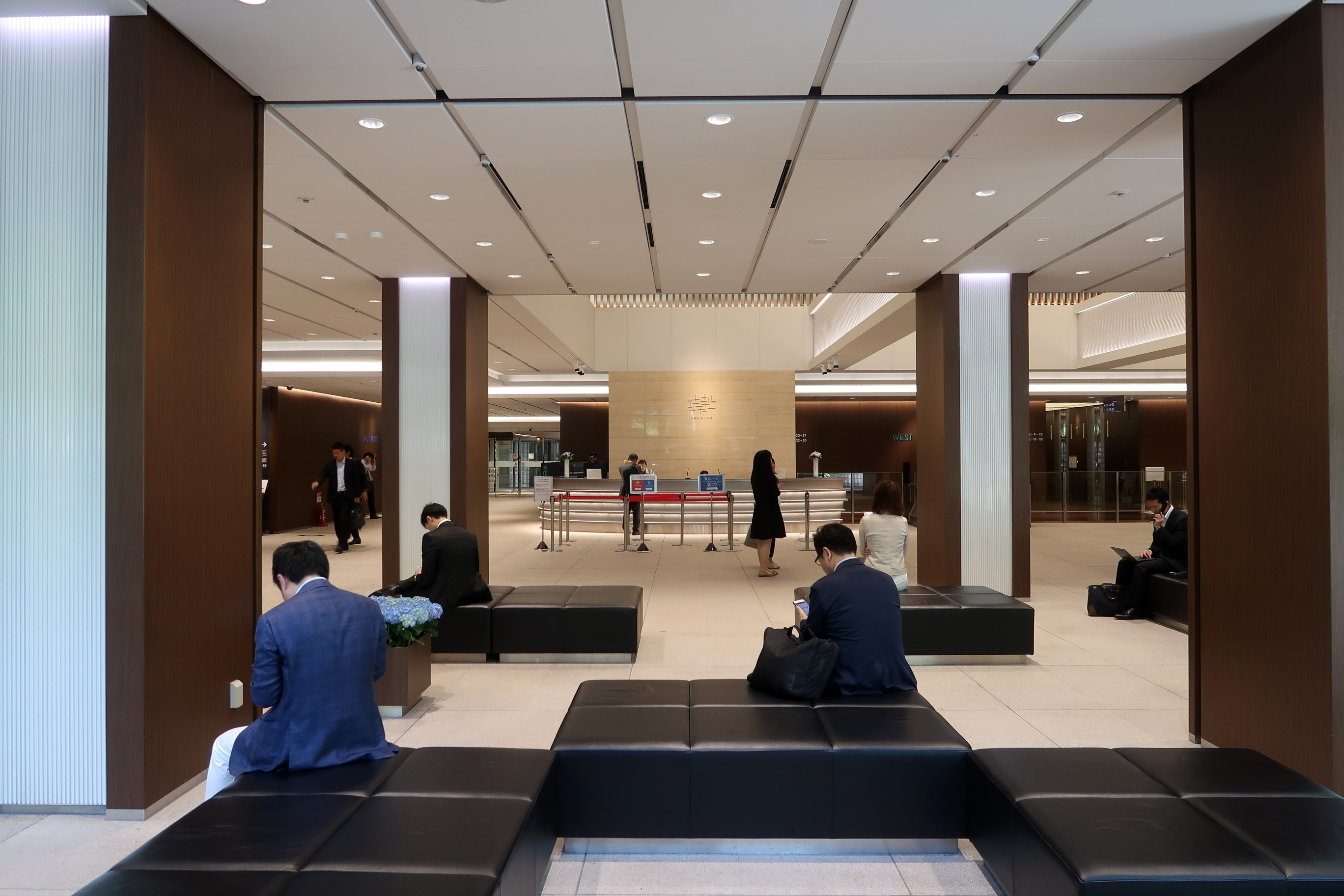
アーク森ビルオフィスロビー

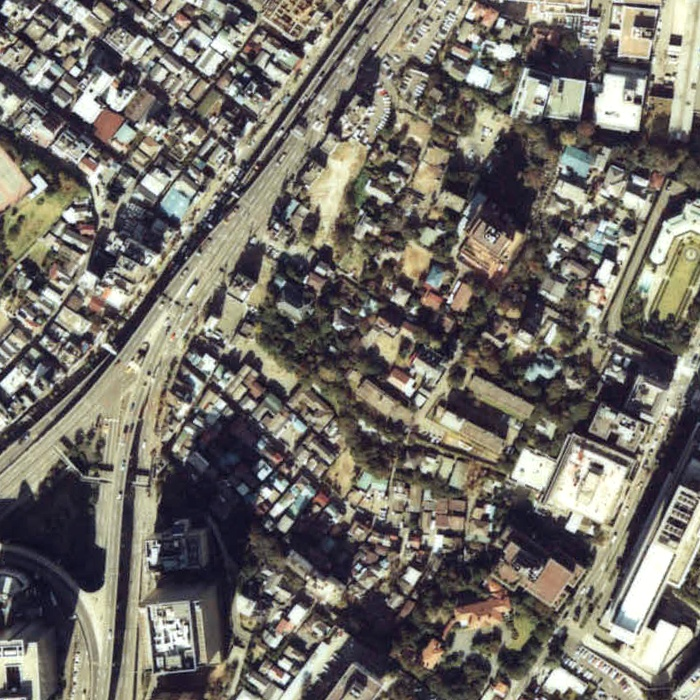
アークヒルズ（再開発前）周辺の約430メートル四方を写した航空写真。1979年11月6日撮影。国土交通省 国土地理院 地図・空中写真閲覧サービスの空中写真を基に作成
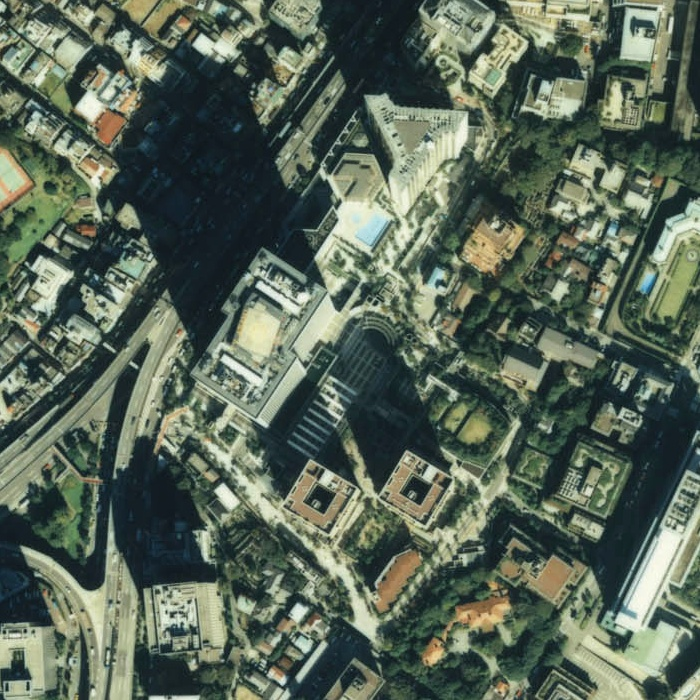
アークヒルズ（再開発後）周辺の約430メートル四方を写した航空写真。1989年10月20日撮影。国土交通省 国土地理院 地図・空中写真閲覧サービスの空中写真を基に作成

## 交通アクセス

### バス
都営バス（渋谷営業所）
- 赤坂アークヒルズ前停留所（六本木通り沿い）

都01(T01)系統（渋谷駅 - 西麻布 - 六本木駅 - 赤坂アークヒルズ前 - 溜池 - 虎ノ門駅 - 新橋駅）
渋谷・六本木方向からの場合は、降車後地下道を通り抜け、反対車線に渡る必要がある。
- 赤坂アークヒルズ停留所（始発時のみアーク森ビル車寄せ側から発車）

都01折返(T01)系統（渋谷駅 - 西麻布 - 六本木駅前 - 赤坂アークヒルズ）

### 地下鉄
- 東京メトロ南北線 六本木一丁目駅 (N-05)
- 東京メトロ銀座線 溜池山王駅 (G-06)
- 東京メトロ日比谷線 神谷町駅 (H-05)
- 東京メトロ千代田線 赤坂駅 (C-06)
- 東京メトロ丸ノ内線 国会議事堂前駅 (M-14)

### ヘリポート
アーク森ビル屋上のヘリポートから、関連会社の森ビルシティエアサービス（運行はエクセル航空に委託）が運営するヘリコプター路線に搭乗できた（要予約）。成田国際空港近くの成田（佐倉）ヘリポートまでを約20分で結んでいたが、2015年末でサービスを終了している。また屋上のヘリポートは、映画『インセプション』の撮影に使用された。

## その他
- 以前はこの立地の良さを理由に、屋上にアマチュア無線用中継局として赤坂レピーターが設置されていた。